# Вільгельм IV (ландграф Гессен-Касселя)
Вільгельм IV Мудрий (нім. Wilhelm IV. der Weise; 24 червня 1532 — 25 серпня 1592) — 1-й ландграф Гессен-Касселя в 1567—1592 роках, астроном.

## Життєпис

### Молоді роки
Походив з Гессенського дому. Старший син Філіппа I, ландграфа Гессену, та Христини Веттін. Народився 1532 року в Касселі. З 8 років навчався під орудою батька, особливу увагу приділяв теології і латині. Згодом навчався грецької мови й інших наук. 1546 року Вільгельма було відправлено до Страсбурга, де той вивчав французьку мову.
У 1547 році, коли його батько опинився в імператорському полоні після поразки в Шмалькальденській війні, Вільгельма було оголошено правителем Гессенського ландграфства. Фактично керувала регентська рада на чолі з матір'ю Вільгельма. 1552 року брав участь в укладанні Шамборської угоди між Францією, Гессеном, Пфальцом і Саксонією, спрямованої проти імператора Карла V. Того ж року після повернення батька передав його владу, але й далі брав участь у керівництві ландграфством.
У 1561 році побудував у Касселі першу в Європі астрономічну обсерваторію. У числі співробітників обсерваторії був один з перших прихильників геліоцентричної системи світу Крістофер Ротман.
1562 року представляв Гессен у Франкфурті під час виборів римським королем Максиміліана Габсбурга. Того ж року вступив у конфлікт з батьком щодо надання своїм зведеним братам титулів імперських графів. У відповідь Філіпп I скасував рішення, за яким Вільгельм повинен був одноосібно успадкувати Гессен. Тепер повинен був відбутися поділ на 4 частини. 1566 року в Марбурзі оженився з представницею Вюртемберзького дому.

### Ландграф
Після смерті Філіппа I в 1567 році відповідно до заповіту останнього розділив Гессен з братами (юридично оформлено було у Зігенгаймську угоду 1568 року), отримавши Нижній Гессен з містом Кассель, графство Зегенгайм. Продовжив політику з впровадження лютеранства. Водночас став союзником французьких кальвіністів (гугенотів). Став разом з Фрідріхом III Віттельсбахом, курфюрстом Пфальца, та Августом Веттіном, курюфрстом Саксонії, одним з лідерів протестантів. 1570 року в Гейдельберзі доєднався до загального звернення протестантських князів Німеччини до французького короля Карла IX щодо захисту прав гугенотів.
У 1571—1585 роках Вільгельму IV після смертей графів Дітриха IV фон Плессе, графа VIII фон Гойя, Фрідріха II фон Діпольц та Георга Ернста фон Геннеберга вдалося розширити підвладну йому територію, отримавши місто Шмалькальден з округом. Згодом перетворив його на свою літню резиденцію.
1582 року долучився до розробки календарної реформи. 1583 року після смерті брата Філіппа II, ландграфа Гессен-Рейнфельса, успадкував також більшу частину колишнього графства Катценельнбоген. Того ж року підписав з майнцьким архієпископом Вольфгангом X фон Дальбергом Мерлауський договір, яким владнав прикордонні суперечки, розширивши володіння за рахунок майнцьких анклавів в Північному Гессені.
Помер в 1592 році в Касселі. Йому успадковував син Моріц.

## Астрономія
Замолоду захопився астрономією. Вивчав підручники Георга фон Пурбаха і Реґіомонтана. Ставши ландграфом, долучився до створення оновленої зіркової діаграми. Це було необхідно для підготовки коментарів до календарної реформи. Зірковий каталог за підтримки Ротмана складався до самої смерті Вільгельма IV.

## Родина
Дружина — Сабіна, донька герцога Христофа Вюртемберзького.
Діти:
- Анна Марія (1567—1626), дружина графа Людвіга II Нассау-Саарбрюккена
- Гедвига (1569—1644), дружина графа Ернст Гольштейн-Шаумбурга
- Агнеса (1569—1569)
- Софія (1571—1616)
- Моріц (1572—1632), 2-й ландграф Гессен-Касселя,в першому шлюбі з Агнеса Зольмс-Лаубахська, в другому з Юліаною Нассау-Ділленбурзькою
- Сабіна (1573—1573)
- Сидонія (1574—1575)
- Крістіан (1575—1578)
- Єлизавета (1577—1578)
- Христина (1578—1658), дружина Йоганна Ернста Веттіна, герцога Саксен-Айзенаського
- Юліана (1581—1581)

3 бастарда